# The ArchAndroid
The ArchAndroid (pełny tytuł: The ArchAndroid: Suites II and III) – pierwszy album studyjny amerykańskiej piosenkarki Janelle Monáe, wydany 18 maja 2010 przez Wondaland Arts Society and Bad Boy Records. Album jest drugą i trzecią częścią opowieści o kobiecie-androidzie, zapoczątkowaną wydanym w 2007 roku pierwszym minialbumem Metropolis. Produkcja albumu miała miejsce w Wondaland Studios w Atlancie, kompozycje zostały porównane do twórczości takich artystów jak David Bowie, Michael Jackson, Outkast i Prince. The ArchAndroid debiutował na 17 miejscu listy Billboard 200, sprzedając 21 tys. egzemplarzy w pierwszym tygodniu.

## Lista utworów
| #  | Tytuł                                    | Autorzy                                                                                | Czas |
| -- | ---------------------------------------- | -------------------------------------------------------------------------------------- | ---- |
| 1  | "Suite II Overture"                      | Nathaniel Irvin III, Roman GianArthur Irvin, Charles Joseph II, Janelle Monáe Robinson | 2:31 |
| 2  | "Dance or Die" (featuring Saul Williams) | Irvin III, Joseph II, Robinson, Saul Williams                                          | 3:12 |
| 3  | "Faster"                                 | Irvin III, Joseph II, Robinson                                                         | 3:19 |
| 4  | "Locked Inside"                          | Irvin III, Robinson                                                                    | 4:16 |
| 5  | "Sir Greendown"                          | Irvin III, Joseph II, Robinson                                                         | 2:14 |
| 6  | "Cold War"                               | Irvin III, Joseph II, Robinson                                                         | 3:23 |
| 7  | "Tightrope" (featuring Big Boi)          | Irvin III, Joseph II, Antwan Patton, Robinson                                          | 4:22 |
| 8  | "Neon Gumbo"                             | Robinson, Chuck Lightning                                                              | 1:37 |
| 9  | "Oh, Maker"                              | Irvin III, Joseph II, Robinson                                                         | 3:46 |
| 10 | "Come Alive (War of the Roses)"          | Irvin III, Joseph II, Kellis Parker Jr., Robinson                                      | 3:22 |
| 11 | "Mushrooms & Roses"                      | Irvin III, Joseph II, Robinson                                                         | 5:42 |
| 12 | "Suite III Overture"                     | Irvin III, Irvin, Joseph II, Robinson                                                  | 1:42 |
| 13 | "Neon Valley Street"                     | Irvin III, Joseph II, Robinson                                                         | 4:11 |
| 14 | "Make the Bus" (featuring Of Montreal)   | Kevin Barnes                                                                           | 3:19 |
| 15 | "Wondaland"                              | Irvin III, Joseph II, Robinson                                                         | 3:36 |
| 16 | "57821" (featuring Deep Cotton)          | Irvin III, Joseph II, Robinson                                                         | 3:16 |
| 17 | "Say You’ll Go"                          | Irvin III, Irvin, Joseph II, Robinson                                                  | 6:01 |
| 18 | "BabopbyeYa"                             | Irvin III, Irvin, Joseph II, Robinson                                                  | 8:47 |

## Rankingi
| Ranking (2010)                  | Najwyższa pozycja |
| ------------------------------- | ----------------- |
| Austrian Albums Chart           | 63                |
| German Albums Chart             | 12                |
| Irish Albums Chart              | 24                |
| Swiss Albums Chart              | 36                |
| UK Albums Chart                 | 51                |
| US Billboard 200                | 17                |
| US Billboard R&B/Hip-Hop Albums | 4                 |